# 1+1 International
1+1 International – ukraiński kanał telewizyjny o zasięgu międzynarodowym. Należy do grupy medialnej 1+1 Media.
Ramówka kanału obejmuje wiadomości, programy rozrywkowe, reportaże i filmy produkcji krajowej.